# Natalia Ishchenko
Natalia Sergeyevna Ishchenko (em russo:  Наталья Серге́евна Ищенко; Smolensk, 8 de abril de 1986) é uma nadadora sincronizada russa, pentacampeã olímpica.

## Carreira
Ishchenko representou seu país nos Jogos Olímpicos de 2008 e 2012, ganhando a medalha de ouro por equipes em 2008 e 2012 e no dueto em 2012, ao lado de Svetlana Romashina.
Na Rio 2016 ela repetiu a dupla com Romashina, e novamente ganhou a medalha de ouro, no dueto. E por equipe também voltou a conquistar a medalha de ouro.